# 王建 (唐朝)
王建（767年—830年），字仲初，颍川（今河南许昌）人，唐朝进士、诗人。

## 生平
大历十年（775年）中进士出身，貞元二年（786年）在邢州認識張籍，為一生之摯友。元和八年担任昭应县丞。元和十五年（820年）轉為秘書郎。长庆元年（821年），迁太府寺丞，转秘书郎。在长安时，与张籍、韩愈、白居易、刘禹锡、杨巨源等均有往来。大和年初，迁太常寺丞。大和三年（829年），出为陕州司马，世称“王司马”。大和五年（831年），为光州刺史，与贾岛相交往，此后行迹不详。晚年卜居咸陽原上。有《王司马集》。